# Siren Song of the Counter Culture
Siren Song of the Counter Culture é o terceiro álbum de estúdio da banda de punk rock norte-americana Rise Against, lançado a 10 de Agosto de 2004 e o primeiro pela Geffen Records. 
O álbum foi muito vendido com o sucesso do single "Swing Life Away". O single alcançou o 12° lugar na Billboard Modern Rock Tracks fazendo a banda em um lugar privilégiado no ranking, outros dois singles do álbum fizeram sucesso, "Give It All" que alcançou a 37ª posição e "Life Less Frightening", que alcançou a 33ª posição. Siren Song of the Counter Culture não foi o álbum mais vendido da Billboard 200, alcançando a 136ª posição, perdendo para The Sufferer & The Witness, que ficou na 10ª posição e Appeal to Reason que ficou na 3ª posição.

## Faixas
1. "State of the Union" – 2:19
2. "The First Drop" – 2:39
3. "Life Less Frightening" – 3:44
4. "Paper Wings" – 3:43
5. "Blood to Bleed" – 3:48
6. "To Them These Streets Belong" – 2:49
7. "Tip the Scales" – 3:49
8. "Anywhere But Here" – 3:38
9. "Give It All" – 2:50
10. "Dancing for Rain" – 4:01
11. "Swing Life Away" – 3:20
12. "Rumors of My Demise Have Been Greatly Exaggerated" – 4:14

## Paradas
Álbum